# 타츠진
《타츠진》은 토아플랜이 제작한 1988년 종스크롤 진행형 슈팅 게임이다. 아케이드용으로 개발돼 일본 및 유럽 지역에선 타이토, 북미 지역에선 미드웨이 게임스가 배급했다. 영어판 제목은 《트럭스턴》이다. 대한민국에선 삼성전자가 메가 드라이브 이식판을 《타수진》이라는 제목으로 발매했다.
먼 미래에 도구라바라는 악당이 이끄는 외계종족 기단스가 보로고 행성을 침략해 주인공 타츠오가 '슈퍼 파이터' 기체에 탑승해 역습하는 이야기를 그렸다. 《타츠진》은 유게 마사히로가 기획했으며 토아플랜의 전작 《슬랩 파이트 (1986)》에서 영감을 받았다.
아케이드로 처음 출시 이후 1989년 메가 드라이브로, 1992년에는 PC 엔진으로 이식판이 발매됐다. 1992년에 후속작 《타츠진오》가 발매됐다.

## 반응
《타츠진》은 아케이드판 출시 이후 복합적인 평론을 얻었다.

## 참조

### 내용주
1. ↑  일본어: 達人
2. ↑  영어: Truxton